# برین جونز
برین جونز (انگلیسی: Bryn Jones; ۱۴ فوریهٔ ۱۹۱۲ – ۱۸ اکتبر ۱۹۸۵) بازیکن فوتبال اهل بریتانیا بود.
از باشگاه‌هایی که در آن بازی کرده‌است می‌توان به باشگاه فوتبال ولورهمپتون واندررز، باشگاه فوتبال نوریچ سیتی، باشگاه فوتبال آرسنال اشاره کرد.
وی همچنین در تیم ملی فوتبال ولز بازی کرده‌است.